# Wendy's
Wendy's és una empresa multinacional de restaurants de menjar ràpid amb seu a Dublin, Ohio (Estats Units). El seu menú està format per hamburgueses, entrepans i batuts. A nivell internacional, Wendy's és la tercera cadena d'hamburgueseries més gran dels Estats Units amb més de 6.480 establiments, per darrere de McDonald's i Burger King. A diferència d'aquestes dues marques, Wendy's no disposa d'un producte estrella, i en canvi centra totes les seves promocions, en la grandària i en la carn de les seves hamburgueses. Wendy's pertany a The Wendy's Company, una empresa matriu que també controla la companyia T.J. Cinnamons.

## Història

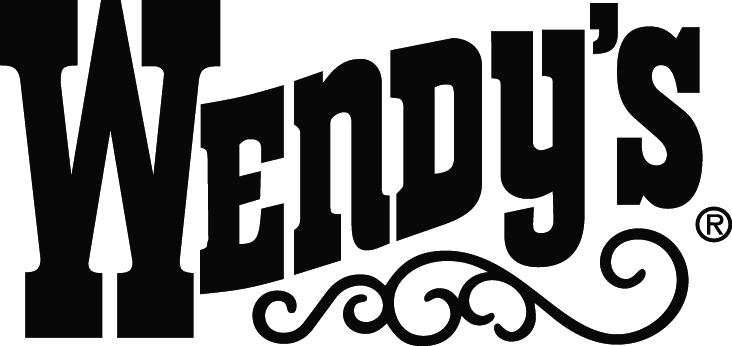
Tipografia de Wendy's usada des de 1969 fins a 2013.

El primer restaurant Wendy's va ser obert el 15 de novembre de 1969 als afores de Columbus, Ohio. El seu propietari, Dave Thomas, qui ja tenia experiència al món dels restaurants, en els 60s va ser propietari de quatre franquícies de Kentucky Fried Chicken, les quals va aconseguir fer rendibles. El 1968 les va vendre per 1,5 milions de dòlars i amb aquests diners va poder emprendre el seu nou negoci.
Tant el nom Wendy's com el logo (la cara d'una nena amb cuetes) estan inspirades en el sobrenom de la seva filla de vuit anys, Melinda Lou Thomas.
Wendy's Old Fashioned Hamburgers oferia plats com a hamburgueses, chili amb recepta secreta, patates fregides, refrescs i les postres "Frosty". La carta era molt reduïda per estalviar despeses, i es va centrar en promocionar la qualitat de les carns en els seus productes. A l'any següent va obrir un segon local, i a partir de 1972 va començar a franquiciar-lo, seguint un model geogràfic. Tres anys després es van assolir la xifra dels 100 restaurants, es van superar els 25 milions de dòlars en vendes i es va iniciar l'expansió internacional amb un local al Canadà. Al desembre de 1976, Wendy's va obrir el seu restaurant número 500, que es troba a Toronto, Canadà.
La marca va créixer molt en anys posteriors, tant en el mercat nacional, com a l'estranger. El 1978 s'obre el local número 1.000 a Springfield, Tennessee, i es va estrenar a Europa amb un local a Múnic (Alemanya). Des de febrer d'aquest mateix any fins a novembre de 1979 es van inaugurar més de 750 restaurants, una mitjana d'1,5 al dia.
Dave Thomas va deixar de ser director executiu el 1982, però es va mantenir com a president fundador i va exercir de portaveu en la publicitat per a televisió, convertint-se així en un rostre popular per a l'espectador.
Durant els anys 1980 es va empitjorar la competència entre cadenes de menjar ràpid, amb campanyes molt agressives per part de les hamburgueseries McDonald's i Burger King. La resposta de Wendy's va ser promocionar la grandària de les seves peces de carn, i la seva campanya publicitària Where's the beef? («On està la vedella?», 1984) es va convertir en una de les més populars de la dècada. No obstant això, l'empresa no va poder aguantar el ritme i el 1986 va registrar pèrdues de 4,9 milions de dòlars. La crisi es va agreujar perquè el consumidor ja no associava a la marca com una opció de qualitat, i el 20% dels franquiciats estaven en números vermells. Dave Thomas es va veure obligat a tornar del seu retir i el 1987 va posar al capdavant James W. Near, un experimentat franquiciador.
Entre 1988 i 1990 les operacions ampliades de Wendy's van arribar a nivell mundial per a Mèxic, Nova Zelanda, Indonèsia, Grècia, Turquia, Guatemala, així com la Base Naval dels Estats Units a Nàpols, Itàlia.
En la dècada de 1990 es van tancar els locals menys rendibles, es van retallar nombrosos càrrecs administratius i es va oferir als treballadors uns programes d'incentius per motivar-los. Després es van fer canvis en el menú, es van centrar en les hamburgueses, i es van establir nous estàndards de qualitat. Les mesures van ser un èxit i el grup va tornar a registrar beneficis, la qual cosa els va permetre desenvolupar un nou pla d'expansió amb la compra el 1995 de la canadenca Tim Hortons (especialitzada en dònuts) i el 2002 de Baixa Fresh (cuina texmex). Aquest mateix any, el fundador Dave Thomas va morir a causa d'un càncer hepàtic. Wendy's es va desfer de Tim Hortons i Baixa Fresh el 2005 per a centrar-se en els seus propis restaurants.
A l'abril de 2008, Wendy's va ser adquirida per la forma inversora Triarc, propietària d'Arby's i controlada pel multimilionari Nelson Peltz. Ambdues empreses funcionarien per separat, encara que sota la gestió d'un únic grup anomenat Wendy's Arby's Group. No obstant això, el rendiment d'aquesta nova companyia va ser desigual i el 2011 els propietaris es van desfer d'Arby's, la seva marca menys rendible, venent-li la participació majoritària a una firma de capital de risc. D'aquesta manera Wendy's es va consolidar com a la tercera cadena d'hamburgueseries més gran de l'Amèrica del Nord i el 2012 va arribar fins i tot a aconseguir temporalment el segon lloc.

## Productes

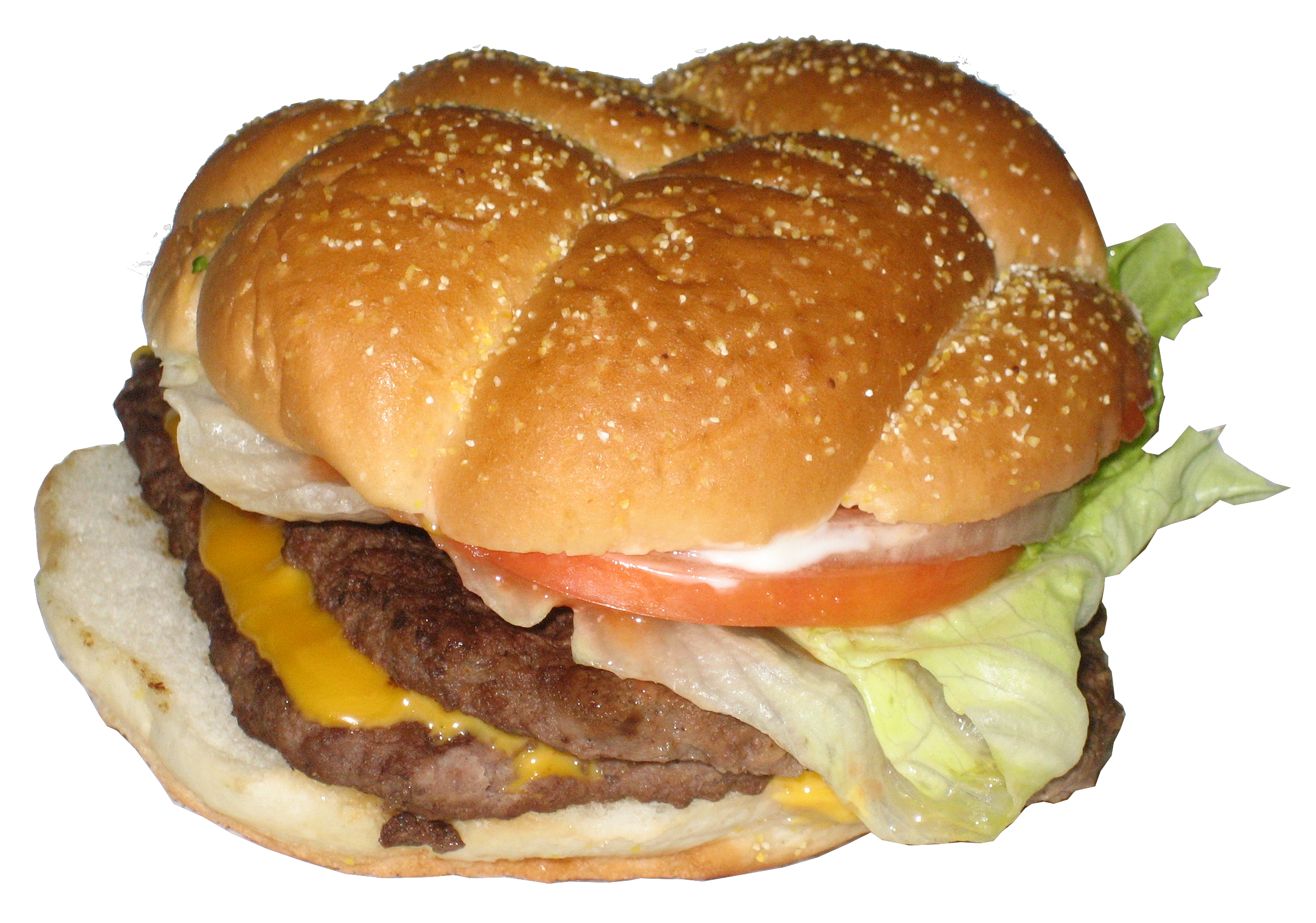
Hamburguesa doble amb cansalada.

L'especialitat de Wendy's són les hamburgueses, que s'ofereixen en dues grandàries: Junior (50,4 grams) i Single (113,4 grams). Els filets són quadrats i estan fets amb carn de vedella picada fresca. L'hamburguesa pot ser simple (una peça), doble o triple. Encara que Wendy's no té un producte estrella, el producte més conegut del seu menú s'anomena: Dave's Hot 'n Juicy, en honor del fundador de la companyia, Dave Thomas.
Un altre aspecte destacat són els productes de carn de pollastre. Durant molts anys només va haver-hi dues varietats d'aquest sándwich: fregit i a la planxa. En els anys 1990 es va introduir una hamburguesa de pollastre picant que es va fer fixa el 1996 per la seva popularitat. A més, Wendy's serveix wraps, nuggets de pollastre, amanides, patates fregides i chili amb carn.
Alguns locals compten amb servei de desdejuni. En postres, el més popular és el batut làctic Frosty. El seu sabor original és el de xocolata, present des de la fundació de Wendy's, encara que avui estan disponibles altres sabors. El 1989, Wendy's va crear una carta a preus econòmics (value menú) on tots els productes costaven només 0.99 centaus. Dgut a l'alça dels costos en matèries primeres, Wendy's ha dissenyat un nou menú amb productes des de 0,99 fins a dos dòlars.

## Franquícies

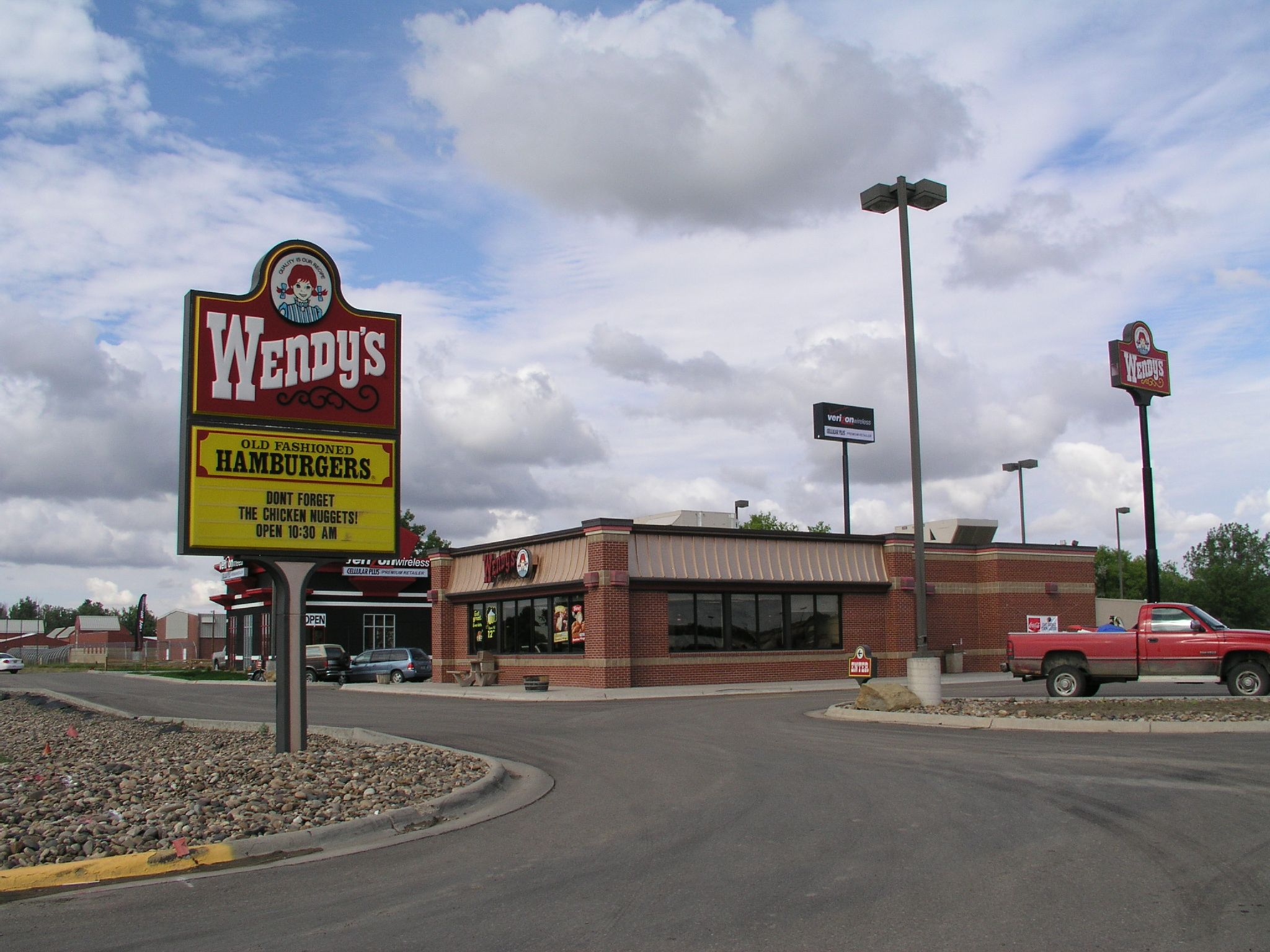
Restaurant de carretera de Wendy's a Miles City (Montana).

Wendy's compta amb més de 6.480 restaurants (gairebé tots en règim de franquícia), la qual cosa la converteix en la tercera cadena d'hamburgueseries dels Estats Units per darrere de McDonald's i Burger King, així com en una de les multinacionals de menjar ràpid més importants a nivell mundial. La seu central es troba en Dublin, Ohio (Estats Units). El primer local es va obrir als afores de Columbus i va romandre obert fins a 2007.
La gran majoria de restaurants es troben als Estats Units, una mica més de 6.500. A l'estranger, Wendy's està present en 27 països d'Amèrica, Europa de l'Est i Àsia. Wendy's va entrar al mercat asiàtic amb l'obertura dels seus primers restaurants al Japó en 1980, a Hong Kong en 1982, i a les Filipines i Singapur el 1983.
Pel que fa a països de parla hispana, Wendy's opera a l'Amèrica del Nord (Mèxic i Puerto Rico), Amèrica Central (El Salvador, Guatemala, Hondures, Panamà i República Dominicana) i Sud-amèrica (Argentina, Xile, Equador i Veneçuela).
A Equador va començar a operar el 2014 amb un local en el centre de Guayaquil. Aquell mateix any, es va obrir el primer restaurant a Xile, en la comuna de Las Condes (Santiago).
Wendy's va anunciar en maig de 2015 la seva incursió en l'Índia, amb un primer restaurant a la ciutat de Gurgaon.

### Mercats abandonats
Wendy's va arribar a estar present en els cinc continents, però va reduir la seva presència internacional a partir de la dècada de 1990 per concentrar-se en els negocis més rendibles, mesura que va provocar el tancament gradual de tots els seus negocis a l'Europa occidental i la retirada de països asiàtics com Corea del Sud, Hong Kong, Singapur i Japó, en aquest últim cas a causa de les diferències amb la seva franquícia local.
Pel que fa a l'Argentina, el 1996 va arribar a aquest país amb l'obertura de 18 restaurants locals, però va abandonar el 2001 per la crisi econòmica. El 2011  va tornar amb l'obertura d'un local en el barri de Belgrano, Buenos Aires, i un pla d'expansió.
Wendy's va estar a Espanya des de finals de la dècada de 1980 fins a començaments dels anys 2000, coincidint amb la desinversió de la companyia a Europa.
Wendy's va començar a funcionar a Costa Rica el 2006, obrint 12 locals, però tots els seus establiments van acabar tancant el 9 de gener de 2015. L'empresa va incursionar en el mercat de Rússia el 2011, però va acabar tancant tres anys més tard per baixes vendes.